# احمد عمر
احمد عمر (عربی: احمد عمر؛ زادهٔ) یک مربی فوتبال اهل لبنان است.

## باشگاهی
از باشگاه‌هایی که در آن بازی کرده‌است می‌توان به السد اشاره کرد.

## تیم ملی
وی همچنین در تیم ملی فوتبال قطر بازی کرده است.